# Kenora—Rainy River
Pour les articles homonymes, voir Rainy River.
Kenora—Rainy River fut une circonscription électorale fédérale de l'Ontario, représentée de 1925 à 2004.
La circonscription de Kenora—Rainy River a été créée en 1924 avec des parties de Fort-William et Rainy-River et de Port-Arthur et Kenora. Abolie en 2003, elle fut redistribuée parmi Kenora et Thunder Bay—Rainy River.

## Géographie
En 1924, la circonscription de Kenora—Rainy River comprenait:
- Une partie des territoires de Kenora et de Rainy River  au 5e méridien

## Députés
1. 1925-1934 — Peter Heenan, PLC
2. 1934-1945 — Hugh Bathgate McKinnon, PLC
3. 1945-1965 — William Moore Benidickson, Libéral-travailliste
4. 1965-1984 — John M. Reid, PLC
5. 1984-1988 — John Parry, NPD
6. 1988-2004 — Robert D. Nault, PLC

- NPD = Nouveau Parti démocratique
- PLC = Parti libéral du Canada